# Gut Hohekamp
Das Gut Hohekamp befindet sich in Bremen, Stadtteil Burglesum, Ortsteil Burg-Grambke, Burger Heerstraße 20–22 via Buschmannsweg. Das Gutshaus entstand um 1825, das Hofmeierhaus 1825 und der Park um 1840. 
Das Ensemble steht seit 2014 unter Bremer Denkmalschutz.

## Geschichte
Der Meierhof Hohekamp entwickelte sich südlich der Lesum im Werderland. Er gehörte 1509 Johann Wyttinges, um 1741 Doktor Schumacher (Vorname unbekannt), 1781 dem Bremer Kaufmann Johann Eberhard von Hoorn († 1802), danach  Ludwig Christian Wernicke und 1804 Gerhard Herklots. 1824 erwarb der Schiffsmakler Johann Heinrich Buschmann das Gut noch als Vorwerk. Die Gebäude stehen auf einem Ausläufer der Bremer Düne im Gebiet der Gemeinde Burg.
Im Protokoll vom 21. Oktober 1741 der Kommission zur Feststellung der Grenzen im Rahmen des Zweiten Stader Vergleichs wird beschrieben, dass neben der großen und kleinen Dunge die „damit verknüpften Kämpen des Herrn Doctoris Schumacher“ zum bremischen Gebiet gehören. Diese Grenze wich von der damaligen Feldmarksgrenze ab und erforderte eine aufwändigere Grenzmarkierung.
Das Landgut Hohekamp mit der Alleezufahrt, dem repräsentativen heute zweigeschossigem Wohnhaus mit Walmdach, dem Park und dem Hofmeierhaus mit der Jahresinschrift 1825 wurde nun ausgebaut und der Park entstand um 1840. Der Landmann Friedrich Barnstorf folgte als Eigentümer. Die Witwe verkaufte das Anwesen 1860 an den Bremer Kaufmann Carl August Gruner. Sein Sohn Theodor Gruner (1854–1908, 1905 Präsident der Bremischen Bürgerschaft), erhielt es 1888 und kaufte Grundstücke hinzu. 

Das nun aufgestockte Wohnhaus erhielt 1888 seine klassizistisch gegliederten Putzfassade und die erhaltenen historischen Fenster. Auch das Hofmeierhaus wurde umgebaut. Um 1900 fanden Umwandlungen der Grünflächen statt.
Der Umbau des Wohnhauses erfolgte 1906 nach Plänen der Bremer Architekten Alfred Runge und Eduard Scotland als einer ihrer ersten Bauten. Bauherr war der Reeder und Generaldirektor des Norddeutschen Lloyds Dr. jur.  Heinrich Wiegand, der auch den Umbau seines Hauses in der Stadt (Richard-Wagner-Straße 20) von diesen Architekten planen ließ.
Die Witwe von Wiegand verkauft das Gut 1913 an den Makler Eduard Focke (Fockes Landgut), der es auch umbaute nach Plänen von Wilhelm Blanke. 1929 und 1946 folgten weitere Umbauten der Nebengebäude durch den neuen Eigentümer Generaldirektor Carl Erling, Gründer der Rolandmühle. Das Areal ist seitdem in deren Familienbesitz.
Das Landesamt für Denkmalpflege Bremen  befand: „Das Anwesen Hohekamp ist ein anschauliches Baudokument der Bremer Landgut- und Landsitzkultur, die vor allem in Oberneuland und an der Lesum gepflegt wurde...Der Umbau des Wohnhauses...ist... von großer architekturhistorischer Bedeutung.“
Hinweis: Nicht zu verwechseln mit Gut Hoherkamp in Bremen-St. Magnus. Ein Haus Hohenkamp steht in Bremen-Oberneuland.